# Hydroides inermis
Hydroides inermis är en ringmaskart som beskrevs av Monro 1933. Hydroides inermis ingår i släktet Hydroides och familjen Serpulidae. Inga underarter finns listade i Catalogue of Life.